# Brezovica (Tvrdošín)
Brezovica je naseljeno mjesto u okrugu Tvrdošín u Žilinskom kraju u Slovačkoj.

## Stanovništvo
| Godina:     | 1993. | 2003.   | 2013.   | 2023.   |
| ----------- | ----- | ------- | ------- | ------- |
| Broj ljudi: | 1224  | 1286    | 1303    | 1416    |
| Razlika:    |       | +5,06 % | +1,32 % | +8,67 % |

| Godina:     | 2022. | 2023.   |
| ----------- | ----- | ------- |
| Broj ljudi: | 1397  | 1416    |
| Razlika:    |       | +1,36 % |

Prema podatcima o broju stanovnika iz 2023. godine naselje je imalo 1416 stanovnika.

## Vanjske poveznice
|  | Zajednički poslužitelj ima još gradiva o temi Brezovica (Tvrdošín) |

- Službena stranica naselja (sl.)